# Адашев, Пётр Фёдорович
Пётр Фёдорович Ада́шев (28 января 1903, Шадрино, Ярославская губерния — октябрь 1996, Москва) — советский военный деятель, полковник (25 мая 1942 года). Член ВКП(б) с 1927 года. Участник Великой Отечественной войны.

## Биография
Родился 28 января 1903 года в деревне Шадрино (ныне в Первомайском районе Ярославской области). По национальности русский.

### Военная служба
В октябре 1920 года был призван в РККА и зачислен в 3-й Петроградский территориальный полк Петроградского ВО. Службу проходил в штабе полка писарем строевой части. В марте 1921 года участвовал в подавлении Кронштадтского мятежа. В июне 1921 года уволен в запас.
В сентябре 1923 года вновь призван в РККА и направлен на учёбу на 2-е Петергофско-Смольнинские курсы, однако обучение не завершил по причине их расформирования.
В апреле 1924 года направлен командиром взвода 78-го стрелкового полка 26-й Златоустовской стрелковой дивизии. В августе 1924 года откомандирован на учёбу в Ульяновскую Краснознаменную пехотную школу им. В. И. Ленина, а через год был переведён в 4-ю Киевскую артиллерийскую школу РККА.
Член ВКП(б) с 1927 года.
В сентябре 1928 года после завершения обучения направлен в 3-й Кавказский артиллерийский полк, в котором исполнял должности командира огневого взвода, политрука хозвзвода, помощник политрука батареи.
С сентября 1931 года — слушатель инженерно-командного факультета Военно-технической академии РККА им. Ф. Э. Дзержинского.
В апреле 1936 года после окончания академии старший лейтенант Адашев назначен старшим преподавателем Оренбургской артиллерийской школы зенитной артиллерии. С октября 1937 года капитан Адашев командовал дивизионом курсантов, а с апреля 1938 года временно исполнял должность начальника этой школы.
В августе 1938 года переведен в Артиллерийскую академию РККА им. Ф. Э. Дзержинского ассистентом и преподавателем кафедры тактики.
С мая 1941 года — врид начальника научно-исследовательского отдела Главного управления ПВО Красной армии.

### Великая Отечественная война
С началом Великой Отечественной войны майор Адашев на прежней должности.
С мая 1942 года подполковник Адашев исполнял должность начальника оперативного отдела, а с октября — заместитель начальника штаба войск ПВО территории СССР. 15 июля 1943 года полковник Адашев назначен заместителем начальника штаба Восточного фронта ПВО, а в ноябре — заместителем начальника Центрального штаба Войск ПВО территории страны.
С 8 декабря 1944 года и до конца войны командовал 26-й зенитной артиллерийской дивизией РГК, части которой в составе 7-й гвардейской армии 2-го Украинского фронта принимали участие в Будапештской, Братиславско-Брновской и Пражской наступательных операциях. За успешное выполнение заданий командования дивизии присвоено почётное наименование «Братиславская», и она была награждена орденом Красного Знамени.

### Послевоенная карьера
С декабря 1945 года полковник Адашев — старший преподаватель кафедры тактики зенитной артиллерии в Артиллерийской академии РККА им. Ф. Э. Дзержинского. В октябре 1949 года назначен начальником группы зенитной артиллерии — помощником начальника отдела ПВО по зенитной артиллерии ГОУ Генштаба ВС СССР.
В мае 1953 года — начальник группы 2-го отдела Управления авиации и ПВО, в декабре — заместитель начальника 2-го отдела — заместитель начальника направления по ПВО ГОУ Генштаба ВС СССР, в мае 1955 года — там же заместитель начальника Управления войсковой ПВО.
В январе 1959 года уволен в запас.
Указом Президента Российском Федерации от 4 мая 1995 года полковник в отставке Адашев был награждён орденом Жукова.
Пётр Фёдорович Адашев умер в октябре 1996 года в Москве.

## Награды

### СССР
- орден Жукова (4 мая 1995)
- орден Ленина (1947)
- четыре ордена Красного Знамени (14 февраля 1943, 3 ноября 1944, 1952)
- орден Отечественной войны I степени (6 апреля 1985)
- два ордена Красной Звезды (18 ноября 1944)
- медали, в том числе:
  - «За оборону Москвы» (1944)
  - «За победу над Германией» (1945)
  - «Ветеран Вооружённых Сил СССР»
- знак «50 лет пребывания в КПСС»

Приказы (благодарности) Верховного Главнокомандующего, в которых отмечен Адашев П. Ф.
- «За прорыв сильной обороны немцев в горах Вэртэшхедьшэг, западнее Будапешта, разгром группы немецких войск в районе Естергома, овладение городами Естергом, Несмей, Фельше-Галла, Тата и захват более 200 других населенных пунктов». 25 марта 1945 года. № 308.
- «За форсирование реки Грон и Нитра, прорыв обороны противника по западным берегам этих рек и овладение городами Комарно, Нове-Замки, Шураны, Комьятице, Врабле — сильными опорными пунктами обороны немцев на братиславском направлении». 30 марта 1945 года. № 318.